# 小泉円花
ずみちん、zumichin（ずみちん、zumichin、1992年11月16日 - ）は日本のタレント、女優、ダンサー。
東京都出身。

## 人物
- 身長167cmで、2人姉妹の次女。嫌い・苦手な教科は国語と世界史。
- ダンスはヒップホップを中心に習っている他、バレエ・ジャズなど様々なダンスも習っている。
- 小さい頃の夢は「歌って踊れる保育士」を目指している[1]。

## 出演
- NHK教育テレビ『テストの花道』（2010年） - BENBU部員No.3「ずみちん」として出演。
- フジテレビ『SMAP×SMAP』 - ゴロくみちゃんコーナーに出演。
- NHK総合 土曜ドラマ ｢ちゃんぽん食べたか｣ - 坂口厚子役。